# Carl Locher
Carl Ludvig Thilson Locher (født 21. november 1851 i Flensborg, død 20. december 1915 i Skagen) var en dansk marinemaler og raderer.

## Uddannelse
Som dreng kom Locher til København; samtidig med at han gennemgik den derværende tekniske skole. Første undervisning i marinemaleri fik han hos faderen; elev af Carl Baagøe; af Holger Drachmann et par måneder i 1872 og af Carl Neumann og allerede i en alder af 19 år kunne få et billede, Sejlere i Sundet, antaget og solgt på Charlottenborgudstillingen. På Drachmanns foranledning tog han i 1872 til Skagen, hvor han fandt motiver og maleriske udfordringer, der stemte overens med hans temperament. Han var et af den voksende kunstnerkolonis, Skagensmalerne, tidligste medlemmer, og kammeratskabet og den gensidige udveksling af ideer og erfaringer med især Karl Madsen gav Locher den tro på egne kunstneriske virkemidler, som bragte ham videre. I 1872-74 var han elev af Kunstakademiet; mere betydning for hans udvikling fik det dog, at han i 1875-76 og 1878-79 opholdt sig i Paris og en tid studerede i Léon Bonnats atelier.

## Første værker
På Forårsudstillingen i 1878 vakte hans store Redningsbåden går ud opmærksomhed ved liv og friskhed, men også en del forargelse ved den mindre vederhæftige flothed, hvormed det var malet; langt modnere viste hans talent sig i 1882 i Vinterdag ved Hornbæk Strand, der blev erhvervet til Den Kongelige Malerisamling. Her står kunstneren som den udviklede mand, der grundig gør regnskab for formerne i sø, luft og land og behersker farverne med sikkerhed, uden at friskheden er gået tabt.

## Rejser og modne værker
I 1885 rejste Locher over Belgien, Holland og Paris til England og gjorde derefter studier på Skagen; i 1887 var han i Spanien og Frankrig med Det anckerske Legat og Akademiets stipendium. I en del år boede han i Hornbæk og malede der blandt andet det store billede af Frederik VII’s Ligfærd, der i 1889 blev købt til Den Kongelige Malerisamling; samme år påbegyndtes et andet hovedværk, Slaget på Kolberger Heide (Det Nationalhistoriske Museum på Frederiksborg Slot).
Adskillige af hans arbejder gik til udlandet; således købte i 1891 den russiske kejser et stort maleri, der forestiller Kejserens ankomst på Reden; et andet, Ud for Hornbæk, hang i den tyske kejsers arbejdsværelse i Potsdam. I disse som i mange andre værker viser Locher sig som en kunstner med udpræget sans for den maleriske helhed og for bevægelsen i luft og sø; få marinemaleres arbejder har et mere afgjort "saltvandspræg" end hans. 

## Raderer
Som raderer hørte Locher til de dygtigste og mest produktive af de danske kunstnere; fra 1885 udførte han en mængde mindre og større blade, der gennemgående udmærker sig ved liv og malerisk kraft. I 1892 tog han den beslutning fremtidig at vie sine kræfter væsentlig til raderkunsten, drog med understøttelse af staten til Berlin og blev elev af den udmærkede kobberstikker professor Hans Meyer. Der udførte han en smuk gengivelse af maleriet Frederik VII's ligfærd, det udmærkede blad Fiskere på Skagen, den største og virkningsfuldeste af alle danske originalraderinger, samt en fortrinlig reproduktion af Jørgen Sonnes maleri Sommernat; Præsten bliver hentet til en syg på den anden side af åen.

## Hæder
- 1886: Det anckerske Legat
- 1887 og 1893: Kunstakademiets stipendium
- 1889: Medalje på verdensudstillingen i Paris
- 1892: Ridder af Dannebrogordenen
- 1893: Den Raben-Levetzauske Fond
- 1899: Titulær professor
- 1900: Medalje på verdensudstillingen i Paris
- 1903: Aarsmedaillen (Eckersberg Medaillen) (1. gang)
- 1904: Aarsmedaillen (Eckersberg Medaillen) (2. gang)
- 1904: Medlem af Kunstakademiets Plenarforsamling
- 1907: Officiel skildrer af kongerejsen til Island

## Familie
Locher ægtede 30. oktober 1875 i Lyngby Kirke Anna Marie Frederikke Gyllich (29. juni 1852 i København – 14. marts 1920 på Frederiksberg), datter af fabrikant Frantz Friedrich (Fritz) Gyllich (1799-1872, gift 1. gang 1834 med Ane Sophie Vilhelmine Ørgaard, 1810-1848) og Hansine Frederikke Georgia Preisler (1826-1905). 
Børn:
- Axel Locher (1879-1941), billedhugger, gift med keramikeren Jo Hahn Locher
- Ellen Locher Thalbitzer (1883-1956), billedhugger, gift med William Thalbitzer
- Jens Locher (1889-1952), journalist
- Carla Sigrid Bob Locher, gift Andreasen (1876-1938), lærerinde

Barnebarn:
- Bodil Gertrud Begtrup (1903-1987), FN-delegat og Danmarks første kvindelige ambassadør

Han er begravet på Skagen Kirkegård.